# 張彥杲
张彦杲，號浮南，陕西三原縣人，明朝政治人物、進士出身。

## 生平
弘治十七年（1504年）甲子科舉人，正德九年（1514年）甲戌科進士，十年授山西阳曲县知县，十四年十一月选授南京山东道试監察御史，十五年十月实授。嘉靖三年十一月升为山东按察司佥事、整饬济宁等处兵备，调四川水利道佥事。